# Deborah Levy
Pour les articles homonymes, voir Lévy.
Deborah Levy, née le 6 août 1959, est une romancière, dramaturge et poétesse britannique. Elle s'est d'abord concentrée sur l'écriture pour le théâtre — ses pièces ont été mises en scène par la Royal Shakespeare Company — avant de se concentrer sur la fiction en prose. Ses premiers romans comprennent Beautiful Mutants, Swallowing Geography et Billy & Girl. Son roman Swimming Home a été dans la shortlist du Prix Booker en 2012 et The Man Who Saw Everything fut dans la première sélection du Prix Booker en 2019. 

## Jeunesse et éducation
Deborah Levy est née à Johannesburg, en Afrique du Sud, au sein d’une famille d'immigrants juifs ashkénazes originaires de Lituanie du côté de son père et de colons anglais du côté de sa mère. Son père, Norman Levy, universitaire et historien, est membre du Congrès national africain. Sa mère se prénomme Philippa (née Murrell). Après l'internement du père quelques années pour son action politique, la famille émigre à Londres en 1968, vivant initialement à Wembley avant de s'installer à Petts Wood. Ses parents divorcent en 1974. 
Elle fait ses études à la St Saviour's and St Olave's Church of England School (en), puis à l'école Hampstead (en). Elle se forme ensuite au Dartington College of Arts (en), où elle est inspirée par Derek Jarman, qu'elle rencontre alors qu'elle travaille comme ouvreuse au Notting Hill's Gate Cinema.

## Œuvres

### Théâtre
Après avoir quitté Dartington en 1981, Levy écrit des pièces de théâtre, dont Pax, Heresies pour la Royal Shakespeare Company, et d'autres (Clam, The B File, Pushing the Prince into Denmark, Macbeth - False Memories et Honey, Baby) qui sont publiées dans un recueil intitulé Levy: Plays 1,. 
Elle est directrice et scénariste du Man Act Theatre Company, un groupe radical qui opère sous l'égide du Cardiff Laboratory Theatre, basé au Chapter Arts Center.

### Fiction
Elle écrit 5 romans, ayant eu peu de succès, entre 1989 et 1999, puis ne publie rien pendant 12 ans. Elle écrit alors des chroniques pour la presse, des nouvelles et des fictions radiophoniques. Swimming Home, rédigé le soir une fois ses enfants couchées, parfois jusqu'à 4 heures du matin, est refusé par de nombreuses maisons d'édition anglaises, avant d'être finalement publié puis sélectionné pour le Man Booker Prize 2012,. Levy publie un recueil de nouvelles, Black Vodka (And Other Stories, 2013), qui consolide sa réputation comme« l'une des voix les plus excitantes de la fiction britannique contemporaine ». Son roman Hot Milk est publié en 2016 et est sélectionné pour le Man Booker Prize 2016. Il est ensuite adapté en un film qui sort en 2025. 
L'une des nouvelles de Levy, « Stardust Nation », est adaptée sous forme de roman graphique par Andrzej Klimowski, professeur émérite au Royal College of Art, et publiée par SelfMadeHero en 2016. 
En 2019, son roman The Man Who Saw Everything est sélectionné pour le Booker Prize.

### Autobiographies
Le premier volume de son autobiographie, Things I Don't Want to Know, est écrit en réponse à l'essai de George Orwell « Why I Write » et est publié en 2013. En 2018, elle publie un deuxième volume, The Cost of Living ; un troisième, Real Estate, sort en 2021. Elle les décrits comme des autobiographies « vivantes », puisqu'elles « ne sont, espérons-le, pas écrites à la fin, avec le recul, mais dans la tempête de la vie ».

### Style et thèmes
Écrivant dans la London Review of Books en 2016, Alice Spawls commente plusieurs caractéristiques non conventionnelles de l'écriture de Levy : elle « n'aime pas les narrateurs stables », a une « préférence pour les perspectives changeantes - elle aime particulièrement regarder un personnage à travers un autre », et « s'intéresse aux femmes qui n'ont pas de maison et ne savent pas où les chercher » (« les femmes qui aiment disséquer les choses, qui se rassurent en cataloguant et en calculant, comme si les personnes et les sentiments pouvaient être contenus par des indices »). 
Leo Robson, en passant en revue The Man Who Saw Everything dans New Statesman, donne cet aperçu : « Le projet de Levy en tant qu'écrivaine consiste lui-même à effacer les frontières - entre le roman d'idées et le roman de sentiment, entre le schématique et le courant, l'inévitable et l'accidentel, le cérébral et immersif, le sensuel (ou somatique) et cérébral, le paroissial et un autre monde, la métaphore et le littéralisme. Si cela semble vague, cela devrait. »

## Vie privée
Levy épouse David Gale, un dramaturge, en 1997. Le couple, qui a deux filles, est maintenant divorcé. Elle habite entre Paris et Londres. 

## Prix et distinctions
- 2001 : Bourse littéraire Lannan[18]
- 2012 : Finaliste du Specsavers National Book Award pour Swimmign Home[19]
- 2012 : Finaliste du prix Booker pour Swimming Home[9]
- 2012 : Finaliste du BBC International Short Story Award pour "Black Vodka"[20]
- 2013 : Finaliste du Jewish Quarterly-Wingate Prize (en) pour Swimming Home[21]
- 2013 : Finaliste du Frank O'Connor International Short Story Award (en) pour Black Vodka[22]
- 2016 : Finaliste du prix Man Booker pour Hot Milk[11]
- 2017 : Fellow de la Royal Society of Literature[23]
- 2019 : Première sélection du Prix Booker pour L'homme qui a tout vu[24]
- The Guardian classe The Cost of Living à la 84e place dans sa liste des 100 meilleurs livres du XXIe siècle[25]
- 2020 : prix Femina étranger, pour Ce que je ne veux pas savoir et Le Coût de la vie[26]

### Romans
- Beautiful Mutants, Viking, 1989 (ISBN 978-0-670-82892-0, lire en ligne)
- Swallowing Geography, Jonathan Cape, 1993 (ISBN 978-0-224-02729-8)
- The Unloved, Jonathan Cape, 1994 (ISBN 978-0-224-03038-0)
- Diary of a Steak, Book Works, 1997 (ISBN 978-1-870699-29-7)
- Billy & Girl, Dalkey Archive Press, 1999 (ISBN 978-1-56478-202-1, lire en ligne)
- Swimming Home, And Others Stories, 2011 (ISBN 978-1-908276-02-5)traduit en française par Pierre Ménard sous le titre Sous l'eau, Flammarion, 2015, 187 p.  (ISBN 978-2081300132)
- Hot Milk, Hamish Hamilton, 2016 (ISBN 978-0-241-14654-5)
- The Man Who Saw Everything, Hamish Hamilton, 2019 (ISBN 9780241268025)

### Recueils de nouvelles
- Ophelia and The Great Idea, Jonathan Cape, 1989 (ISBN 978-0-224-02596-6)
- Pillow Talk in Europe And Other Places, Dalkey Archive Press, 2004 (ISBN 978-1-56478-333-2, lire en ligne)
- (en) Black Vodka, An Others Stories, 2013 (ISBN 978-1-908276-16-2, lire en ligne)

### Textes autobiographiques
- Things I Don't Want to Know, Penguin, 2014 (ISBN 978-0241146569)traduit en français sous le titre Ce que je ne veux pas savoir, éditions du Sous-sol, 2020, 144 p.  (ISBN 978-2364684508)
- The Cost of Living: A Working Autobiography, Bloomsbury Publishing, 2018 (ISBN 978-1635571912)traduit en français sous le titre Le Coût de la vie, éditions du Sous-sol, 2020, 160 p.  (ISBN 978-2364684546)
- Real Estate. Penguin 2021.  (ISBN 978-0241268018)traduit en français sous le titre État des lieux, éditions du Sous-sol, 2021

### Poésie
- Deborah Levy, Andrzej Borkowski, An Amorous Discourse in the Suburbs of Hell, Cape, 1990 (ISBN 978-0-224-02653-6)

### Divers
- La Position de la cuillère et autres bonheurs impertinents, éditions du Sous-sol, 2023 (ISBN 978-2364686878)

### Lecture radio
- Unless, Carol Shields, BBC Radio 4
- Chance Acquaintances, Colette, BBC Radio 4
- Freud: The Case Histories, BBC Radio 4

### Pièces de théâtre
- Pax, 1984
- Clam, 1985
- Heresies, 1986
- Our Lady, 1986
- Eva And Moses, 1987
- Amorous Discourse in the Suburbs of Hell, 1991
- The B File, 1992
- Blood Wedding, 1992
- Call Blue Jane, 1992
- Walks on Water, 1992
- Shiny Nylon, 1994
- Macbeth - False Memory, 2000